# Democrates croesus
Democrates croesus är en skalbaggsart som beskrevs av Edward Newman 1836. Democrates croesus ingår i släktet Democrates och familjen Dynastidae. Inga underarter finns listade i Catalogue of Life.